# Солдатская синагога (Ростов-на-Дону)
Солдатская синагога — единственная действующая синагога в Ростове-на-Дону. Построена в 1872 году. Синагога сгорела во время еврейского погрома 1905 года, но в 1913—1914 годах здание было восстановлено. В 1935 году синагога была закрыта для богослужений. После Великой Отечественной войны здание вновь передали еврейской общине. Солдатская синагога имеет статус объекта культурного наследия регионального значения.

## История
В 1862 году отставные солдаты-евреи создали в Ростове-на-Дону еврейское молитвенное общество. 31 мая 1862 года Екатеринославское губернское правление дало обществу разрешение снять отдельное помещение для молитвенного дома. Проект хоральной синагоги был утверждён Екатеринославским губернским правлением 4 июня 1872 года, и в том же году здание было построено. По некоторым сведениям, деньги на строительство синагоги были пожертвованы богатым ростовским купцом 1 гильдии мукомолом Иосифом Марковичем Елицером. Предположительно, архитектором синагоги был Эрнст Эрнестович фон Шульман, а строительным подрядчиком — Моисей Леонтьевич Геронимус.
Здание синагоги неоднократно перестраивалось. В начале 1881 года с востока к ней пристроили трёхэтажное кирпичное здание для размещения Духовного правления синагоги.
Предположительно проект здания был составлен городским архитектором Ростова-на-Дону В. И. Якуниным (а строитель скорее всего был тот же, что и у основного здания).
В 1891 году к южной стене синагоги пристроили двухэтажное здание, на первом этаже которого размещалось училище для детей бедных солдат, а на втором — молитвенная школа.
Проект этой пристройки был одобрен Строительным отделением Областного правления Области войска Донского 17 мая 1890 года. Предположительно он был созда городским архитектором Н. А. Дорошенко, а строителем его был один из братьев А. М. или И. М. Геронимусов.
Синагога серьёзно пострадала от пожара во время еврейского погрома 1905 года.
Здание было восстановлено только в 1913—1914, когда были собраны необходимые для этого средства. Автором проекта реконструкции был петербургский архитектор, профессор Императорского археологического института и секретарь общества архитекторов Яков Германович Гевирц.
Примечательно, что Я. Г. Гевирц был не только архитектором, а архитектором-художником, который специализировался на проектировании синагог. В 1907 году он занял первое место на конкурсе проектов синагоги и богадельни для Преображенского еврейского кладбища в Санкт-Петербурге, а в 1909 году ему была присуждена первая премия за создание проекта Харьковской синагоги.
После завершения художественных работ богослужения в Солдатской синагоге возобновились 29 марта 1914 года, в праздник Песах.
Осенью 1935 года здание Солдатской синагоги было национализировано и богослужения в ней прекратились. В здании разместилась химическая фабрика Горместпрома и цеха радиозавода «Комсомолец». В войну эти предприятия были эвакуированы из города.
После освобождения города в 1943 году фабрика, существовавшая в здании, не была восстановлена, и его вновь заняла еврейская община, приложившая очень большие усилия для ремонта здания. За оказание финансовой помощи или иное участие в ремонтных работах синагоги ростовские евреи подвергались репрессиям (увольнениям с работы, выселению из города, арестам и др.).
Официальное разрешение на пользование зданием еврейская община получила 14 апреля 1945 года в результате поездки инициативной группы во главе с раввином (в 1944—1960 гг.) Шая-Меерои Зусмановичем Ароновичем и председателем общины В. Д. Липковичем в Москву, хотя первоначально, 1 декабря 1944 года был вынесен отказ.
Эта синагога является единственной действующей в городе синагогой. Она расположенной на углу ул. Тургеневской, 68, и Газетного пер., 18 (до 1917 г. Казанский пер., 14). 12 августа 1991 года Кировский районный народный суд признал факт владения Ростовской еврейской религиозной общиной частью здания синагоги по пер. Газетный, 18 (литер «А»), а также узаконил ее право собственности на эту часть. 8 июля 1993 года Малый совет Ростовского горисполкома постановил возвратить в собственность Ростовской еврейской религиозной общине бывшее здание синагоги по ул. Тургеневской, 68 (литер «Б»), в котором располагался учебно-производственный комбинат Ростоблбытпромсоюза населения, переместив его в другое помещение.

Памятная доска на синагоге.

В 2005 году был проведён капитальный ремонт синагоги. Были восстановлены угловые купола со звёздами Давида, утраченные в 1940-е годы. Ремонтные работы были закончены к концу года, и 26 декабря синагога была торжественно открыта.

## Архитектура
В архитектуре Солдатской синагоги присутствуют элементы стиля модерн и восточных стилей. Здание имеет сложную конфигурацию в плане. Три части объёма здания уменьшаются по оси север-юг.
Окна фасада синагоги имеют полуциркульные завершения. Световые проёмы в верхней части имеют переплёты с рисунком, стилизованным под готическую розу. Цоколь синагоги оформлен рустом. Основной объём завершается массивным карнизом и глухим парапетом, по углам которого установлены четыре купола со звёздами Давида. Фасад декорирован лепными розетками.